# Hiawassee (Georgia)
Hiawassee – miasto w Stanach Zjednoczonych, w stanie Georgia, siedziba administracyjna hrabstwa Towns.